# Guillaume III Loir
 (juin 2016).
Pour les articles homonymes, voir Loir.
Guillaume III Loir est un orfèvre français né le 31 août 1693 à Paris et mort le 7 septembre 1770 à Boissettes,.

## Biographie
Issu d'une famille d'orfèvres depuis le XVe siècle à Paris, Guillaume III Loir est installé près de la paroisse de Saint-Jacques-la-Boucherie au pont au Change.
Inculpé[pourquoi ?] le 29 juillet 1716, son poinçon est biffé en 1769. Celui-ci est composé de ses initiales « G L » séparées par un croissant de lune, surmonté d'une fleur de lys couronnée et encadré de deux grains de remède, poinçon d'un croissant (devise de Loir).

## Œuvres dans les collections publiques
Au Canada
- Québec :
  - musée de la civilisation : Boîte aux saintes huiles, 1716, argent, couvercle surmonté d'une croix de Malte et attaché par une chaîne à la boîte ;
  - église de Saint-Antoine de Tilly : Pièce d'orfèvrerie ;
- Montréal :
  - Musée de l'Amérique francophone : Calice, 1730, argent martelé, ciselé, repoussé et fondu (vermeil), 26,10 × 14,9 cm, 611,4 g ;
  - musée des Hospitalières : Calice, vers 1755, 25,2 × 14 cm ;
  - Vieux Séminaire de Saint-Sulpice : 
    - Calice, 28 × 16 cm ;
    - Patène, 7 × 13 cm ;
    - Vierge à l'Enfant, 1732, groupe en argent ;
- Neuville, église de Saint-François de Sales : Pièce d'orfèvrerie ;
- Ottawa, musée des beaux-arts du Canada :
  - Encensoir, vers 1750, argent, 25,7 × 12,2 cm, don de la collection Henry Birks en 1979 ;
  - Ostensoir, 1750, argent, or et cristal, 54,4 × 21,1 cm ;

En France
- Andouillé-Neuville, église Saint-Melaine :
  - Calice, 1744 ou 1745, argent fondu, doré et gravé, 25,1 × 13,7 cm, croix d'ornementation, poinçon sous le pied, lettre-date « A » couronné et « D » couronnée, exécuté à Paris, classé à l'inventaire général du patrimoine ;
  - Calice, 1744 ou 1745, argent fondu, doré et gravé, 24,5 × 13,8 cm, poinçon du maître, classé aux monuments historiques le 6 mai 1997 ;
- Arradon, église Saint-Pierre : Ciboire, 1759, argent doré et repoussé, pied circulaire, couvercle à emboîtement, coupe dorée, fausse coupe, croix surmontant le couvercle, poinçons de maître sous le pied, ainsi qu'à l'intérieur du couvercle, poinçon de charge « A » fleuronné et couronné (Paris 1756-1762) sous la coupe, le couvercle, l'intérieur de la fausse coupe et la croix. Lettre-date « T » couronné sous le pied, poinçon de décharge, une coquille sur la bordure de la coupe, la croix et le couvercle, classé aux monuments historiques le 1er juillet 1959 ;
- Bayonne, musée Bonnat-Helleu : Plateau ovale, 1727-1728, argent doré, réalisé à Paris, 28 × 21 cm ;
- Béziers, église Saint-Aphrodise : Calice, 1745, argent doré, forme balustre, pied rond à bordure godronné, nœud à filet et rubans, 29 cm, poinçon de maître, poinçon du fermier Antoine Leschaudel, poinçon de jurande, lettre « E » insculpé le 17 novembre 1745. Ce calice est le premier en date du style classique copié à maintes reprises par le maître, il le fut aussi par Jean Louis Imlin et Charles Porcher. Classé aux monuments historiques le 28 mars 1955 ;
- Bitche, église Sainte-Catherine : Plateau à burettes, 1743, argent repoussé, décor doré, 2 × 30,8 x 24 cm, décor godron, filet, poinçon de maître, poinçon de ville, poinçon de charge ;
- Bourges, ancien grand séminaire : Calice et patène, argent doré, calice à pied circulaire en doucine orné de godrons, de rinceaux végétaux, grappes de raisins, d'épis de blés et de branches de roseau. Patène à décor gravé : monogramme du Christ cerclé d'une couronne de branchages tressés, poinçon de maître, lettre « A » couronnée avec une palme, lettre « L » couronnée, lettre « M » couronnée, petite tête de poule (menus ouvrages en argent), classé aux monuments historiques le 21 décembre 2006 ;
- Carnac, église Saint-Cornély : Calice et patène, vers 1761, argent doré, fausse coupe, poinçon de décharge de J.J. Prévot (1761-1768) sur la coupe, le bord de la base et à l'intérieur de la fausse coupe. Lettre « A » couronnée répétée deux fois sous la base, à l'intérieur de la fausse coupe et sur la patène, poinçon de maître sous la base, sous la coupe, à l'intérieur de la fausse coupe et sur la patène, classés aux monuments historiques le 24 septembre 1956 ;
- Chavagnes-en-Paillers, église : Calice, 1719, argent doré, coupe dorée, 27,1 × 14,5 cm, poinçon de maître sur la fausse coupe, poinçon de communauté, poinçon de jurande « C »  couronné, Paris (1719-1720), poinçon de charge « A » couronné, palmes Paris(1717-1722) sur la fausse coupe. Classé aux monuments historiques le 19 décembre 1977 ;
- Créhen, église Saint-Pierre, chapelle de la Divine Providence : Calice et patène, entre 1756 et 1762, argent, base à bordure godronnée, nœud balustre à deux bandes d'oves et de feuilles stylisées, surmonté d'une collerette godronnée, fausse coupe à côtes tournantes, poinçon de maître initiale « GL » séparées par un différent, surmonté d'une fleur de lys entre deux grains de remède, couronne en chef (poinçon de Guillaume Loir sous la coupe, poinçon de marque lettre « A » couronnée de la marque de Paris (1756-1762), poinçon coquille sous la coupe, poinçon croissant devise de Loir sur le rebord de la patène, classé aux monuments historiques le 15 février 1966 ;
- Erquy, église : Calice et patène, argent, ciselé, repoussé, ciselé au mat et doré, à coupe dorée intérieur et extérieur, fausse coupe à côtés ajourée sur une tige à nœud ovoïde godronné et pied bombé à rang de godrons, poinçon du maître et poinçon illisible, inscription : « Vendu au CJ Pasturel par le C Desury orfèvre l'an 1794 2e de la R (sous la base), Puis vendu à l'abbé Desforges à l'église d'Erquy », poinçon non identifié sur la bâte : animal à quatre pattes et chiffre « 50 », classé monuments historiques le 15 avril 1966 ;
- Estaing, église : Calice et patène 1755, argent doré, calice balustre et patène, 27,2 × 15 cm,exécuté à Paris en 1755-1756, classée aux monuments historiques le 6 septembre 1954 ;
- Felletin, église : Calice et patène, 1739, argent repoussé, fondu, doré et gravé. Calice avec tige comportant un nœud ovoïde entre deux bagues. Décor gravé au revers de la patène, 25 × 14 cm, coupe 8,5 cm. Décor : croix, godrons, cœur, clous. Patène redorée au XIXe siècle. Poinçon de maître, poinçon de charge « A » couronné, période du 1er septembre 1738 au 1er octobre 1744. Lettre-date « Z » couronné du 30 septembre 1739 au 9 mars 1742, armoiries non identifiées sous le pied du calice ;
- Laon, cathédrale Notre-Dame : Calice, 1731 ou 1755, argent repoussé, ciselure au trait, poinçon de maître sous le pied avec les armoiries de l'évêque-duc de Laon, objet volé en 1984 ;
- Le Chambon-Feugerolles, église : Calice, bassin à burettes, burettes, navette à encens, clochette d'autel, encensoir, 1761, argent repoussé, ciselé et doré, la coupe du calice de cette chapelle est en vermeil, poinçon de maître sur le bassin et les burettes, poinçon de communauté (jurande de l'année 1761) sur le bassin et les burettes, poinçon du fermier général sur le bassin et les burettes : Eloi Brichard, en exercice de 1756 à 1762, classés aux monuments historiques le 21 mai 1902 ;
- Le Puiset-Doré, église : Calice et patène, 1739, argent repoussé, ciselé, doré, la coupe est en argent doré ainsi que la patène, le pied et la tige sont en argent repoussé et ciselé, 31 × 17 cm; patène, 17,8 cm. Iconographie : scènes de la vie du Christ, armoiries non identifiées (dans un écu ovale : d'azur à un poisson posé en bande, accompagné à dextre d'un cœur posé sur un croissant, à senestre et d'une molette d'or et en chef de trois roses de… rangées en fasce), poinçon de charge gros ouvrages Paris 1738-1744 sur la patène, poinçon de maître sur le fond du pied à l'intérieur de la fausse coupe et sur la patène, poinçon de la ville de Paris sur la patène, « Y » couronné 1738-1739, poinçon de décharge des menus ouvrages 1738-1744, objet classé aux monuments historiques le 28 juin 1993 ;
- Les Verchers-sur-Layon, église : Calice, 1753, argent, 22,5 × 14,5 cm, coupe : 9 cm, poinçon du maître, poinçon de la maison commune de Paris de 1753 « N » couronné, poinçon de charge « A » (Paris, 1750-1756), armoiries : lion passant avec deux étoiles, classé aux monuments historiques le 6 mai 1975 ;
- Limoges, cathédrale Saint-Étienne : Calice et patène, 1760, argent repoussé, ciselé et doré, décor de scènes de la vie du Christ, poinçon de maître, insculpé à l'intérieur de la fausse coupe, sur la coupe, au revers du pied et sur le marli de la patène, poinçon de charge gros ouvrages insculpé au revers du pied et sur le marli de la patène, lettre « A » couronnée Paris 1756-1762, poinçon de décharge, menus ouvrages insculpé à l'intérieur de la fausse coupe, sur la coupe au bord du pied et sur le marli de la patène, une coquille vue par le dedans, Paris 1756-1762. Lettre-date « X » couronné insculpée à l'intérieur de la fausse coupe et sur le marli de la patène (Paris 12 juillet 1760-15 juillet 1761), classé aux monuments historiques le 17 juin 1963 ;
- Marsac-en-Livradois, église : Calice et patène, 1762, argent doré, coupe et patène en vermeil, poinçon de maître, poinçon année 1762-1763, classé aux monuments historiques le 21 septembre 1972 ;
- Minot, église Saint-Pierre : Calice et patène, 1732, argent doré, repoussé, ciselure et gravure, 31 × 10,5 cm. Iconographie : symboles christiques (Croix, blé, roseau, raisin, « I.H.S ») godrons, tresse. Inscriptions : poinçons de maître, poinçon de charge de Paris (1727-1732), poinçon de décharge de Paris (1727-1732), poinçon de communauté de Paris (1731-1732), armoiries de Jean Bouhier et Claude Bouhier de Lantenay, les deux premiers évêque de Dijon, et armoiries de Claude Marc Antoine d'Apchon, troisième évêque de Dijon, gravées sous le pied : « Donné par Mgr d'Apchon évêque d'auche à Mr Genret son aumônier l'an 1783 ; acquit des héritiers de Mr Genret par la paroisse de Minot, Juin 1812 » ;
- Narbonne, cathédrale Saint-Just-et-Saint-Pasteur : Calice, patène, aiguière, plateau, boîte à hosties, burettes, plateau à burettes, bougeoir, ampoule aux saintes huiles, vers 1753 à 1755, ancienne collection de Mgr Dillon, évêque de Narbonne. Armoiries de cet évêque, poinçon de charge et de décharge, poinçon du fermier Julien Berthe (1750-1756), poinçon de maître, poinçon de communauté de Paris à la lettre « M » ou « N » couronnée, classés aux monuments historiques le 30 septembre 1911 ;
- Niort-de-Sault, église : Calice, argent, décor en relief, pied rond forme balustre, poinçon lettre « GUL », poinçons sous le pied, classé aux monuments historiques le 25 janvier 1963 ;
- Noyal-Pontivy, église : Calice et patène, après 1762, argent doré, fausse coupe à côtes, poinçon de maître et de charge « A » couronné pour Paris entre 1762-1768 (sous le pied du calice), œuvres provenant de la chapelle de Saint-Arnould, classé aux monuments historiques le 29 décembre 1983 ;
- Orléans, cathédrale Sainte-Croix : Calice, 1763, argent doré à fausse coupe découpée et repercée, orné d'entrelacs sur les anneaux et le nœud, de cannelures sur le nœud, de pampres, d'épis de blé et de coquilles su la fausse coupe, poinçon de maître, poinçon de charge lettre-date « A » couronnée et palme (1762-1768), Jean-Jacques Prévost fermier, poinçon de la maison commune, lettre-date « Z »  couronnée 1763, classé aux monuments historiques le 4 septembre 1996 ;
- Paris, musée du Louvre : Plat ovale ou bassin d'aiguière, 1730, argent doré, 32 × 47 cm, armorié aux armes d'Armand Bazin (1701-1778) évêque de Carcassonne en 1731 ;
- Saint-Bômer-les-Forges, église Saint-Bômer :Calice, 1747, argent, 25,5 cm, lettre-date « G » couronné du 14 octobre 1747 au 13 août 1748, poinçon de maître, classé aux monuments historiques le 15 décembre 200? ;
- Saint-Germain-des-Bois, église : Calice et patène, argent repoussé, gravé et doré, décor gravé sur le pied et sur la patène qui est dorée, symbolique christique, godron, feuille, poinçon de maître illisible sur calice seulement ;
- Pithiviers, église Saint-Salomon-et-Saint-Grégoire : Navette à encens, 1761, argent, lettre-date « X » couronnée de 1761, poinçon de maître, classé aux monuments historiques le 8 juillet 1998 ;
- Saint-Léger-de-Fougeret, église :
  - Calice et patène, 1753, argent repoussé et ciselé, coupe, tige et pied vissés, 25,5 cm, patène : 14,8 cm, inscription : « Philbert Le Moine, prestre 1760 » gravée sur la tranche du pied, objet classé aux monuments historiques le 23 octobre 1991 ;
- Calice et patène, 1753, argent doré, ciselure au trait, intérieur de la coupe et de la patène doré, symbolique christique, inscription du commanditaire : « Philbert Le Moine prestre 1760 », poinçon de maître, poinçon de charge illisible, poinçon de décharge (tête d'aigle), gros ouvrage de Paris 1750-1756, « N » couronné Paris maison commune 1753 ;
- Tarbes, cathédrale Notre-Dame-de-la-Sède :
  - Burettes et bassin à burettes, après 1752, argent doré, ciselé et gravé. Burettes à pied circulaire, corps à pans, anses en forme de 5, bassin de forme hexagonale, 15 cm, bassin : 20 cm, armoiries de Joseph de Saint-André-Marnay de Vercel[3] au centre du bassin, classé aux monuments historiques le 21 octobre 1902 ;
  - Calice, après 1752, argent doré, ciselé et gravé, base circulaire, tige à panse, nœud pyriforme, 30 cm, armoiries de Mgr de Vercel, classé aux monuments historiques le 21 octobre 1902 ;
- Trémentines, église : Croix-reliquaire de la vraie Croix, 1740, argent, 53 × 21 x 13 cm, poinçon de maître, poinçon de ville « A » couronné de Paris, maison commune (1738-1744), armoiries au-dessus du pied, blason de Villeneuve, classé aux monuments historiques le 22 juillet 1983 ;
- Uzès, cathédrale Saint-Théodorit : Calice et patène, vers 1733, argent doré, classé aux monuments historiques le 28 juillet 1970 ;
- Vieux-Habitants (Guadeloupe), église Saint-Joseph :
  - Ciboire, 1748, argent doré, 32 × 13 cm, poinçon de maître, lettre-date « H » (1748), poinçon des fermiers généraux (1744-1750), classé monuments historiques le 23 octobre 1972 ;
  - Calice, argent doré, 28 × 9 cm, poinçon buriné mais lettre « G » visible, classé aux monuments historiques le 23 octobre 1972 ;
- Vinantes, église : Ostensoir, 1720, argent doré, 53,5 cm, inscription : « Ceux sol est à l'église de Vinantes entre Meaux et Damartin F.Jablier 1722 », poinçon de maître sous le pied répété deux fois : fleur de lys utilisé entre 1717 et 1722 lettre « A » couronnée poinçon de Paris entre 1717 et 1722. Lettre-date « C » couronné pour 1720, classé aux monuments historiques le 9 décembre 1977.